# Mimomanes subpulchra
Mimomanes subpulchra là một loài bướm đêm trong họ Geometridae.